# Бумеранг (филм из 2001)
„Бумеранг” је српски хумористички филм из 2001. године у режији Драгана Маринковића. Сценаристи филма су Филип Давид и Светислав Басара. Филм је учествовао на филмским фестивалима у Берлину, Карловим Варима, Варшави, Валенсији, Торонту, Монтреалу, Квебек Ситију, Ванкуверу, Сан Паулу, Вашингтону, Санта Барабари, Бриселу, Котбусу, Минеаполису, Сан Хосеу и у Турској.

## Радња
У кафићу Бумеранг испреплићу се животне судбине неколицине разних необичних ликова.
У току једног дана рађа се љубав, долази до женидбе, разрешава се мистериозно убиство, истражују се нове пословне могућности, добијају се деца, чак и мртви оживљавају. Сви они покушавају да живе свој живот најбоље што могу.
Ово је прича у којој нико од ликова нема шта да изгуби. У њој су полиција и криминалци, дилери кокаина и филмофили, таксисти, пијанци и педесетогодишње, али и далеко млађе, жене – фем фатале. Заиста се може тврдити да су ликови у овој причи они које виђамо сваки дан, они које познајемо. Они живе свој живот, вероватно не и како они то желе, већ онако како могу – у мрежи овог уклетог простора.

## Улоге
| Глумац           | Улога                           |
| ---------------- | ------------------------------- |
| Лазар Ристовски  | Боби                            |
| Драган Јовановић | Тони                            |
| Небојша Глоговац | Мики                            |
| Милена Дравић    | Госпођа Јефтић                  |
| Петар Божовић    | Инспектор Тртовић               |
| Никола Симић     | Апрцовић                        |
| Маја Сабљић      | Станислава                      |
| Никола Ђуричко   | Стампедо                        |
| Паулина Манов    | Олга                            |
| Војин Ћетковић   | Криминалац                      |
| Зоран Цвијановић | Човек који губи сат, Олгин брат |
| Даница Ристовски | Циганка                         |
| Јован Ристовски  | Пијанац                         |
| Антоније Пушић   | Мутави                          |

## Награде
- Врњачка Бања: Специјална награда за сценарио[8]